# Margarethe von Pommern
Margarethe von Pommern (* um 1366; † 30. April 1407) war die erste Ehefrau von Herzog Ernst I. von Österreich aus der Dynastie der Habsburger, der über die innerösterreichischen Herzogtümer Steiermark, Kärnten und Krain herrschte.

## Herkunft und Familie
Margarethe war eine Tochter des Herzogs Bogislaw V. von Pommern aus der Familie der Greifen. Ihre Mutter war seine zweite Ehefrau Adelheid von Braunschweig-Osterode (* um 1341), eine Tochter des Herzogs Ernst I. von Braunschweig-Grubenhagen aus dessen Ehe mit Adelheid von Everstein. Margarethes ältere Halbschwester Elisabeth (* um 1345; † 1393) war die vierte Ehefrau von Kaiser Karl IV. und Mutter des späteren Kaisers Siegmund.

## Margarethes Aussehen und Persönlichkeit
Der Zeitzeuge Leopold Stainreuter rühmt Margarethes Schönheit. Sie soll blaue Augen und rötlich-blonde Haare gehabt haben. Über ihre Persönlichkeit gibt es keine zuverlässigen Angaben.

## Leben
Der endgültige Heiratsvertrag zur Eheschließung zwischen Herzogin Margarethe von Pommern und Herzog Ernst I. von Österreich wurde am 19. Dezember 1392 in Preßburg zwischen dem ungarischen König Siegmund (dem späteren Kaiser) und den Herzögen Albrecht III. und Wilhelm von Österreich geschlossen, als Teil eines Bündnisses, das sich gegen Siegmunds älteren Halbbruder, den böhmischen König Wenzel IV., der damals auch der König des Heiligen Römischen Reichs war, richtete. Die Hochzeit soll bereits am 14. Januar 1392 in Bruck an der Mur stattgefunden haben. Während der Ehe hielt sich Margarethe die meiste Zeit in Bleiburg auf, die Herrschaft über diese Stadt war ihr zusammen mit Ernst überschrieben worden. Bis 1406 dürfte sie auch einige Male in Wien gewesen sein.
In der Sekundärliteratur finden sich zu Margarethes Todesjahr unterschiedliche Angaben. Nach dem Necrologium Runense soll sie am 30. April des Jahres 1407 verstorben sein, was auch durch Hinweise in einigen Urkunden eine Bestätigung erfährt. Während eine Urkunde ihres Schwagers, des Herzogs Leopold IV. von Österreich, vom 9. März 1407, die das Heiratsgut von ihr und Ernst I. betrifft, belegt, dass sie damals noch am Leben war, wurden bereits im Juli 1407 Urkunden ausgestellt, in denen ihr Ehemann Regelungen für den Fall einer neuen Eheschließung festlegen ließ.
Nicht eindeutig geklärt ist, ob Ernst und Margarethe tatsächlich keine Kinder hatten oder die Kinder aus dieser Ehe früh verstorben sind.
Margarethe wurde – mit ihrer Tochter, wie es im Nekrolog des Reiner Abtes Angelus Manse (reg. 1399–1425) heißt – im Zisterzienserstift Rein beigesetzt, wo Ernst I. nach seinem Tod ebenfalls seine letzte Ruhestätte fand.

## Margarethes Tod und die Folgen
Im Heiratsvertrag vom 11. Juni 1392 waren die Modalitäten für eine Ablösung von Margarethes Heiratsgut für den Fall, dass es keine erbberechtigten Kinder gab, schriftlich festgelegt worden. Für den Fall, dass Ernst vor Margarethe sterben sollte, sollte ihr Heiratsgut, allerdings erst nach ihrem Tod, an König Siegmund ausgezahlt werden. Sollte sie aber vor Ernst sterben, sollte dieser im Besitz ihres Heiratsgutes bleiben und dieses nach seinem Tod an Herzog Albrecht III. und Herzog Wilhelm oder deren Nachkommen fallen. Bei diesen Bestimmungen dürfte entscheidend gewesen sein, dass Siegmund nach Vollzug der Ehe nicht selbst in der Lage war, die vereinbarte Mitgift Margarethes zur Gänze aufzubringen, weswegen ein großer Teil der Summe zunächst von Albrecht III. ausgelegt wurde. Offensichtlich war Siegmund auch in den späteren Jahren nicht imstande oder bereit, seinen Anteil zu begleichen. Das hinderte ihn allerdings nicht ab 1411 bis ca. 1430  mehrmals, wenngleich ohne Erfolg, die Rückerstattung von Margarethes Heiratsgut für sich zu fordern, zunächst von Ernst I. und nach dessen Tod von Herzog Friedrich IV., dessen jüngeren Bruder und Nachfolger.

## Belletristik
- Josephine von Kviatovska: Hedwiga und Cimburgis oder die starken Frauen. Ein historischer Roman aus dem 14. Jahrhundert. Wien: Mausberger 1820